# Neogoniolithon ceylonense
Neogoniolithon ceylonense (Foslie) Adey, 1970  é o nome botânico  de uma espécie de algas vermelhas pluricelulares do gênero Neogoniolithon, família Corallinaceae, subfamília Mastophoroideae.
- São algas marinhas encontradas no Sri Lanka.

## Sinonímia
- Goniolithon ceylonense  Foslie 1906